# Micrurus bernadi
Micrurus bernadi är en ormart som beskrevs av Cope 1887. Micrurus bernadi ingår i släktet korallormar, och familjen giftsnokar. IUCN kategoriserar arten globalt som livskraftig. Inga underarter finns listade i Catalogue of Life.
Arten förekommer i en mindre region i östra Mexiko. Den vistas i kulliga områden och i bergstrakter mellan 50 och 2100 meter över havet. Micrurus bernadi lever i molnskogar, i regnskogar och delvis på odlad mark. Den gömmer sig främst i lövskiktet och under lösa barkskivor.